# Cap de la Devesa (Vallcebre)
El Cap de la Devesa és una muntanya de 1219 metres que es troba al municipi de Vallcebre, a la comarca catalana del Berguedà.